# Ugo Facco De Lagarda
Ugo Facco De Lagarda (Venezia, 7 ottobre 1896 – Venezia, 21 ottobre 1982) è stato uno scrittore e partigiano italiano.

## Biografia
Il nonno paterno Francesco, storico e letterato, fu patriota nei moti rivoluzionari del 1848. Ugo fu avviato dal padre, ultimo dei sei figli di Francesco, agli studi di ragioneria. Dopo aver lavorato come funzionario in una compagnia di navigazione, fu per trent'anni impiegato e poi direttore di banca. Questo genere di lavoro, con frequenti trasferimenti di sede, non gli impedì di collaborare fin dalla più giovane età (1910-1919) a quotidiani e riviste letterarie.
Ugo Facco De Lagarda partecipò come allievo ufficiale alla prima guerra mondiale. Al termine del conflitto pubblicò la sua prima raccolta di poesie Amaritudo (1919), che riscosse generosi consensi critici. Tra gli altri, fu di grande aiuto al giovane poeta il giudizio di Ferdinando Martini, il quale volle vedere in quegli acerbi versi tardo-romantici di chiara impronta carducciana «una vena rapida e felice», nonché «impeto e schiettezza di sentimento». A questa fecero seguito, fino all'inizio degli anni settanta, le altre raccolte di liriche, alle quali si alternarono romanzi, racconti ed altre prose di genere misto. Due di questi libri - Aguardiente (1935) e l'opera teatrale La parabola del semidio (1941) - furono sequestrate per il loro carattere antifascista. Durante la seconda guerra mondiale prese attivamente parte alla Resistenza e nel 1944 fu arrestato dai nazifascisti per propaganda e attivismo ostile alla Repubblica di Salò.
A partire dalla seconda metà degli anni quaranta oltre a dedicarsi a un'intensa attività narrativa (Maddalena, Il golfo notturno, La grande Olga, Il commissario Pepe, ecc.), collaborò con alcuni quotidiani (fra cui La Nazione) e riviste (Il Ponte, Il Mondo, ecc.). Due gravi lutti lo colpirono in questo periodo: la perdita della moglie e quella di una delle figlie in tenera età. Intanto la sua collaborazione a Il Mondo di Mario Pannunzio e la durevole amicizia con quest'ultimo lo aiutarono a farsi conoscere dal grande pubblico e ad ottenere qualche riconoscimento come il premio letterario «Nino Savarese» del Comune di Enna (1962). Nel 1968 gli fu conferita la osella d'oro quale benemerito della città di Venezia.

## Opere

### Poesia
- Amaritudo, Ferrara, Edizioni Taddei, 1919.
- Le calze de seda (in dialetto veneziano), Ferrara, Edizioni Taddei, 1920.
- Le ultime poesie (con lo pseudonimo «Ugo Sardonico»), Ferrara, Edizioni Taddei, 1923.
- Anteo, Bologna, Cappelli, 1933.
- Dieci liriche nuove, Venezia, Edizioni Poligrafiche, 1935.
- Canto minore, Venezia, Zanetti, 1937.
- Ridotta Effe, Venezia, Edizioni Ongania, 1943.
- Poema chiuso, Venezia, Edizioni del Sempreverde, 1948.
- Vecchie poesie, Venezia, Edizioni del Sempreverde, 1972.

### Prosa e teatro
- Abele, Venezia, Edizioni Zanetti, 1931.
- Aguardiente, Bologna, Cappelli, 1935.
- Parabola del semidio, Bologna, Cappelli, 1941.
- Maddalena, Venezia, Edizioni Ongania, 1945.
- Il golfo notturno, Venezia, Stamperia editrice, 1951.
- Il borgo addormentato, Roma, Edizioni Il Mondo, 1950.
- Marciano allegri, Milano, Rizzoli, 1953.
- Le figlie inquiete, Milano, Bompiani, 1956.
- La grande Olga, Torino, Einaudi, 1958.
- Cronache cattive, Milano, Feltrinelli, 1961.
- Le nozze di Carla, Roma, Edizioni Il Mondo, 1964.
- Il commissario Pepe, Vicenza, Neri Pozza, 1965.
- Morte dell'impiraperle, Venezia, Edizioni Evi, 1967.
- Il villino dei pioppi, Bologna, 1967.
- La giornata del re, in «Ridotto - Rivista mensile di cultura e di vita teatrale», anno 19°, n. 2 (febbraio 1969), pp. 63–81.
- Cronistoria dei fatti d'Italia (1900-1950), Milano, Pan editrice, 1975.
- Poesie scelte (1918-1978), Venezia, Helvetia, 1979.